# Puchar Pokoju i Przyjaźni 1975
Sezon 1975 Pucharu Pokoju i Przyjaźni – trzynasty sezon Pucharu Pokoju i Przyjaźni.
Mistrzostwo wśród samochodów turystycznych wywalczyli Milan Žid i Czechosłowacja, a wśród samochodów wyścigowych Madis Laiv i Czechosłowacja.

## Kalendarz wyścigów
Źródło: puru.de
| Runda | Data         | Tor     | Klasa | Pole position  | Najszybsze okrążenie | Zwycięzca (kierowcy) | Zwycięzca (zespoły) |
| ----- | ------------ | ------- | ----- | -------------- | -------------------- | -------------------- | ------------------- |
| 1     | ?            | Mińsk   | A2    | Oldřich Horsák | ?                    | Milan Žid            | ZSRR                |
| 1     | ?            | Mińsk   | C9    | Madis Laiv     | ?                    | Madis Laiv           | ZSRR                |
| 2     | 1–3 sierpnia | Schleiz | A2    | ?              | Zdeněk Vojtěch       | Zdeněk Vojtěch       | ?                   |
| 2     | 1–3 sierpnia | Schleiz | C9    | Jiří Rosický   | Albín Patlejch       | Hartmut Thaßler      | ?                   |
| 3     | ?            | Most    | A2    | ?              | ?                    | Oldřich Brunclik     | Czechosłowacja      |
| 3     | ?            | Most    | C9    | ?              | ?                    | Jiří Červa           | Czechosłowacja      |
| 4     | 7 września   | Toruń   | A2    | Milan Žid      | ?                    | Milan Žid            | Czechosłowacja      |
| 4     | 7 września   | Toruń   | C9    | Jiří Červa     | ?                    | Karel Jílek          | Czechosłowacja      |

## Klasyfikacja
| Legenda oznaczeń w tabelach wyników Wyświetl szablon na nowej stronie | Legenda oznaczeń w tabelach wyników Wyświetl szablon na nowej stronie                                                                     |
| Oznaczenie                                                            | Wyjaśnienie |
| --------------------------------------------------------------------- | --- |
| Złoty                                                                 | Zwycięzca lub mistrzostwo |
| Srebrny                                                               | 2. miejsce lub wicemistrzostwo |
| Brązowy                                                               | 3. miejsce lub II wicemistrzostwo |
| Zielony                                                               | Ukończył, punktował (w klasyfikacji generalnej, gdy zdobył co najmniej jeden punkt na przestrzeni sezonu, poza trzema powyższymi opcjami) |
| Niebieski                                                             | Ukończył, nie punktował (w klasyfikacji generalnej, gdy nie zdobył co najmniej jednego punktu na przestrzeni sezonu)                      |
| Czerwony                                                              | Nie zakwalifikował się (NZ) |
| Czerwony                                                              | Nie prekwalifikował się (NPK) |
| Różowy                                                                | Nie ukończył (NU) |
| Różowy                                                                | Niesklasyfikowany (NS) (w klasyfikacji generalnej, gdy nie został sklasyfikowany w żadnym wyścigu sezonu)                                 |
| Czarny                                                                | Zdyskwalifikowany (DK) |
| Czarny                                                                | Wykluczony (WYK/EX) |
| Biały                                                                 | Nie wystartował (NW) |
| Biały                                                                 | Kontuzjowany (K/INJ) |
| Biały                                                                 | Wyścig odwołany (OD/C) |
| Bez koloru                                                            | Został wycofany (WYC/WD) |
| Bez koloru                                                            | Nie przybył (NP/DNA) |
| Bez koloru                                                            | Nie brał udziału w treningach (NT/DNP) |
| Bez koloru                                                            | Nie został zgłoszony (–) |
| Pogrubienie                                                           | Start z pole position |
| Kursywa                                                               | Najszybsze okrążenie wyścigu |
| †                                                                     | Nie ukończył, ale jego rezultat został zaliczony ze względu na przejechanie więcej niż 90% dystansu wyścigu.                              |
| *                                                                     | Sezon w trakcie |
| 1/2/3                                                                 | Punktowana pozycja w sprincie kwalifikacyjnym                                                                                             |
| Lista systemów punktacji Formuły 1                                    | |

### Samochody turystyczne

#### Kierowcy
| Poz. | Kierowca           | MNS | SLZ | MST | TOR | Punkty |
| ---- | ------------------ | --- | --- | --- | --- | ------ |
| 1    | Milan Žid          | 1   | ?   | ?   | 1   | 100    |
| 2    | Oldřich Brunclik   | 3   | ?   | 1   | 3   | 93     |
| 3    | Oldřich Horsák     | -   | ?   | 2   | 2   | 92     |
| 4    | Ksawery Frank      | 5   | ?   | ?   | 4   |        |
| 5    | Jakob Łukinow      | -   | ?   | 5   | 5   |        |
| 6    | Aleksandr Samysłow | 6   | ?   | 6   | 6   |        |

#### Zespoły
| Miejsce | Zespół         | Punkty |
| ------- | -------------- | ------ |
| 1       | Czechosłowacja | 484    |
| 2       | ZSRR           | 424    |
| 3       | Polska         | 372    |
| 4       | Bułgaria       | 101    |

### Samochody wyścigowe

#### Kierowcy
| Poz. | Kierowca             | MNS | SLZ | MST | TOR | Punkty |
| ---- | -------------------- | --- | --- | --- | --- | ------ |
| 1    | Madis Laiv           | 1   | 9   | NU  | 2   | 96     |
| 2    | Władisław Barkowski  | 2   | 4   | 2   | 7   | 92     |
| 3    | Karel Jílek          | 6   | 7   | 4   | 1   | 91     |
| 4    | Jiří Červa           | 4   | 3   | 1   | 15  | 91     |
| 5    | Jiří Rosický         | 8   | 5   | 3   | 3   | 86     |
| 6    | Władimir Grekow      | 3   | 8   | 10  | 6   | 82     |
| 7    | Albín Patlejch       | 17  | 2   | 5   | 4   | 81     |
| 8    | Heiner Lindner       | 5   | NU  | 7   | NU  | 78     |
| 9    | Karel Vaněk          | -   | -   | 9   | 5   | 76     |
| 10   | Hartmut Thaßler      | 7   | 1   | 8   | 10  | 75     |
| 11   | Józef Kiełbania      | 10  | -   | 12  | 11  | 69     |
| 12   | Ulli Melkus          | 16  | NU  | 13  | 9   | 68     |
| 13   | Enn Griffel          | 18  | NU  | 15  | 8   | 67     |
| 14   | Wolfgang Krug        | 12  | 11  | 14  | 13  | 65     |
| 15   | Stefan Jagielski     | 15  | -   | 16  | NU  | 59     |
| 16   | Petr Samohýl         | -   | -   | 6   | -   | 39     |
| 17   | Walerij Łukaszewicz  | 9   | -   | -   | -   | 36     |
| 18   | Otto Bartkowiak      | 11  | -   | NU  | NU  | 34     |
| 19   | Jaroslav Mlček       | -   | 12  | 11  | -   | 34     |
| 20   | Aleksander Oczkowski | NW  | -   | NU  | 12  | 33     |
| 21   | Anatolij Alchimowicz | 13  | -   | -   | -   | 32     |
| 22   | Marcin Biernacki     | -   | -   | -   | 14  | 31     |
| 23   | Elmo Salm            | 14  | -   | -   | -   | 31     |

#### Zespoły
| Miejsce | Zespół         | Punkty |
| ------- | -------------- | ------ |
| 1       | Czechosłowacja | 487    |
| 2       | ZSRR           | 448    |
| 3       | NRD            | 396    |
| 4       | Polska         | 241    |